# Prix de la paix de Brême

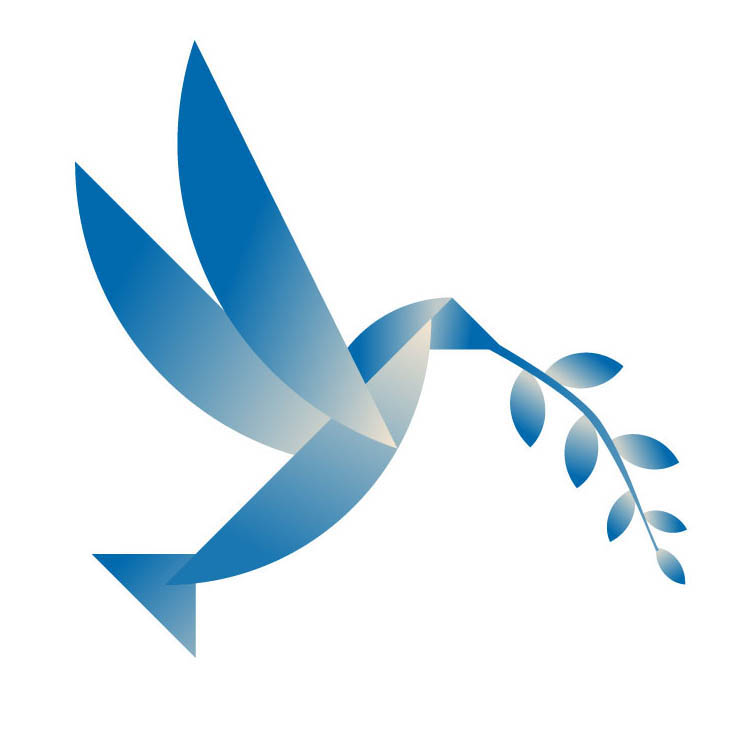
Symbole du prix de la paix de Brême

Le prix de la paix de Brême (Bremer Friedenspreis) « Franchir les seuils – briser les cercles vicieux » de la Fondation die Schwelle est décerné tous les deux ans depuis 2003 (à ne pas confondre avec le prix de la culture et de la paix Villa Ichon ). La Fondation die Schwelle a été fondée par un couple d'entrepreneurs de Brême, Ruth-Christa et Dirk Heinrichs,.
Le prix est décerné à des personnes, des initiatives et des projets qui se distinguent par leurs contributions dans les domaines de la réconciliation, des droits de l'homme, de la lutte contre le racisme, de la justice sociale, de l'intégrité de la création, de la compréhension interculturelle ou interreligieuse. La sélection est faite par la Fondation die schwelle à Brême.
Le prix est décerné dans les trois catégories suivantes :
- Travailleur/travailleuse de la paix inconnu/e
- Initiatives exemplaires qui ont apporté une contribution particulière à la justice, à la paix et à l'intégrité de la création
- Personnalités publiques (journalistes, politiques, scientifiques, etc.) qui ont de manière notable promu le débat public dans le sens de la justice, de la paix et de l'intégrité de la création.

Chaque catégorie est dotée de 5 000 euros.
Le mécène du prix de la paix était l'ancien maire de Brême Hans Koschnick jusqu'en 2011, depuis 2013, le maire de Brême, Karoline Linnert, en est la mécène,.

## Palmarès des gagnants du Prix

### 2019
- Olga Karatch, de Biélorussie, a été reconnue comme une travailleuse de la paix pionnière, pour son rôle de fondatrice d'un réseau de défense des droits civiques, qui s'efforce de tenir les politiques redevables et responsables concernant ces questions.
- Women Wage Peace d'Israel, qui plaide pour un règlement pacifique du conflit entre Israël et les Palestiniens, a été reconnue comme une initiative encourageante.
- Vilma Núñez de Escorsia a été honorée en tant qu'ambassadrice pour la paix dans la vie publique parce qu'elle milite depuis de nombreuses années pour la mise en œuvre des droits de l'homme au Nicaragua[6].

### 2017
- Junor Nzita du Congo, ambassadeur volontaire à l'ONU contre l'utilisation d'enfants soldats.
- Le réseau sicilien Addiopizzo, qui se défend contre les extorsions de la mafia italienne, a été reconnu comme une initiative encourageante.
- Pauline Tangiora de Nouvelle-Zélande, qui travaille pour la protection de l'environnement et la paix, a été honorée pour son travail public[7].

### 2015
- Prix de l' artisan de la paix inconnu : Farah Abdullahi Abdi, un blogueur somalien qui a fui sa patrie dans sa jeunesse parce qu'il risquait d'être poursuivi là-bas en raison de son homosexualité. Il vit maintenant à Malte et défend les droits des réfugiés.
- Prix pour des initiatives exemplaires : Adoptez une révolution, qui soutient l'engagement de la société civile en Syrie malgré la terreur de guerre et les attaques de l'EI.
- Prix du travail public pour la justice, la paix et l'intégrité de la création : La médiatrice irlandaise Mary Montague, qui pendant des décennies à œuvré dans le conflit en Irlande du Nord et dans d'autres régions en conflit dans le monde.

### 2013

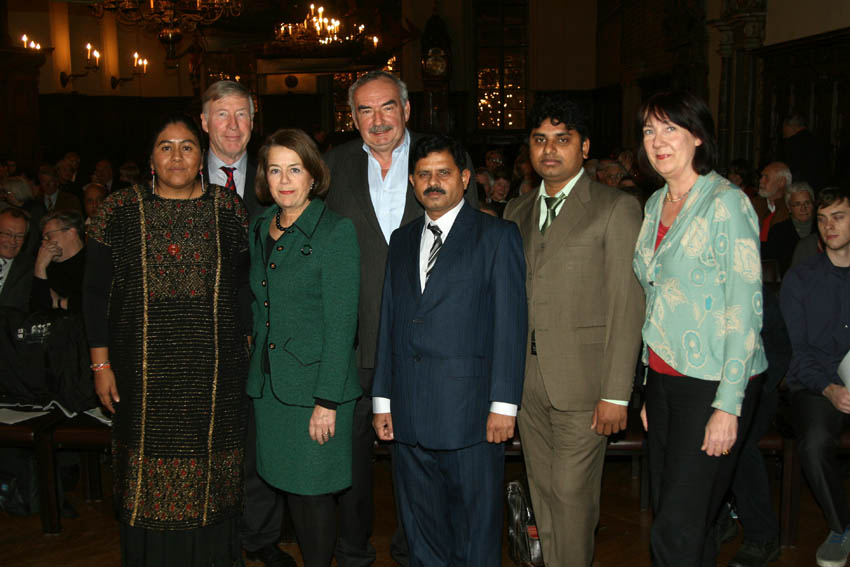
Natalia Sarapura. Andreas et Anna von Bernstoff, Reinhard Jung (la fondation die schwelle), Anjum Mattu et Imran Anjum (Insan Dost), Karoline Linnert (maire de Brême et marraine du prix de la paix) c. l. n.m. droite

- Prix du Travailleur de paix inconnu : Natalia Sarapura, indigène Kolla d'Argentine, pour les droits de l'homme et l'éducation culturelle de la population indigène.
- Prix des initiatives exemplaires : l'association Insan Dost, pour leur lutte contre le travail forcé et pour les droits de l'homme au Pakistan[5].
- Prix des travaux publics pour la justice, la paix et l'intégrité de la création : Andreas et Anna von Bernstoff pour leur engagement contre le nucléaire et contre le projet de décharge nucléaire de Gorleben[1].

### 2011

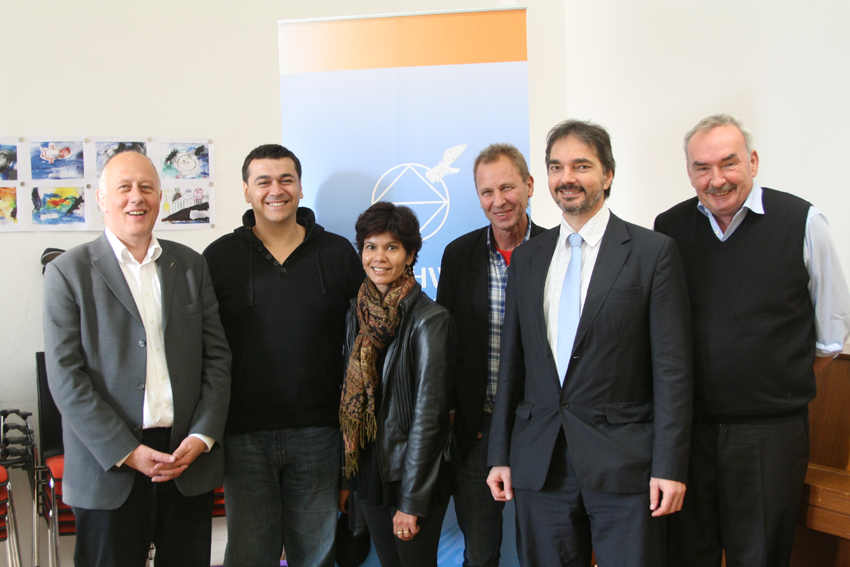
Franz Jentschke (directeur de l'école polyvalente est), Vahidin Omanovic, Shreen Abdul Saroor, Joachim Barloschky (directeur du district Tenever), Albert Schmitt (German Chamber Philharmonic), Reinhard Jung (fondation die schwelle) (de. l. n.m. droite)

- Prix du Travailleur de paix inconnu : Vahidin Omanović pour son travail de réconciliation et de consolidation de la paix en Bosnie-Herzégovine.
- Récompense pour des initiatives exemplaires : Du hast immer eine Wahl Stadtteilprojekt in Osterholz. (Vous avez toujours un projet de quartier de choix à Osterholz (Brême) . La Deutsche Kammerphilharmonie Bremen, l'École générale de Brême-Est (de) et de nombreux habitants et initiatives du quartier international défavorisé de Brême Osterholz-Tenever ont reçu le prix pour leur engagement, qui débouche (également) sur de grands projets musicaux.
- Prix de l'action publique pour la justice, la paix et l'intégrité de la création : Shreen Abdul Saroor pour la réconciliation et les droits des femmes au Sri Lanka.

### 2009
- Prix du Travailleur de paix inconnu : Susan Gilbey pour son travail auprès des réfugiés et des aborigènes en Australie.
- Prix des initiatives exemplaires : Animus et Pulse Foundation pour leur engagement contre la prostitution forcée et la traite des femmes en Bulgarie.
- Prix du travail public pour la justice, la paix et l'intégrité de la création : Rubin Phillip pour la justice en Afrique du Sud, l'éducation sur le virus du Sida, l'aide aux réfugiés, l'engagement contre les livraisons d'armes.

### 2007
- Prix du Travailleur de paix inconnu : Bassam Aramin, Palestine, pour son travail de réconciliation au Moyen-Orient.
- Prix pour des initiatives exemplaires : l'organisation colombienne Conciudadanía ( Droits civiques pour tous ). 25 autres initiatives ont reçu un prix pour les meilleures pratiques, par exemple groupe de travail chrétien-islamique de Marl (de).
- Prix du travail public pour la justice, la paix et l'intégrité de la création : Wolfgang Kessler, économiste et sociologue, publiciste et rédacteur en chef du magazine Publik-Forum . Depuis plus de 20 ans, il se réfère à des conférences et à des livres, par ex.Geld und Gewissen (Argent et conscience - en tant que co-auteur) ou en 2004 dans Weltbeben – Auswege aus der Globalisierungsfalle pour un ordre économique plus juste au service du peuple - et non l'inverse[8].

### 2005

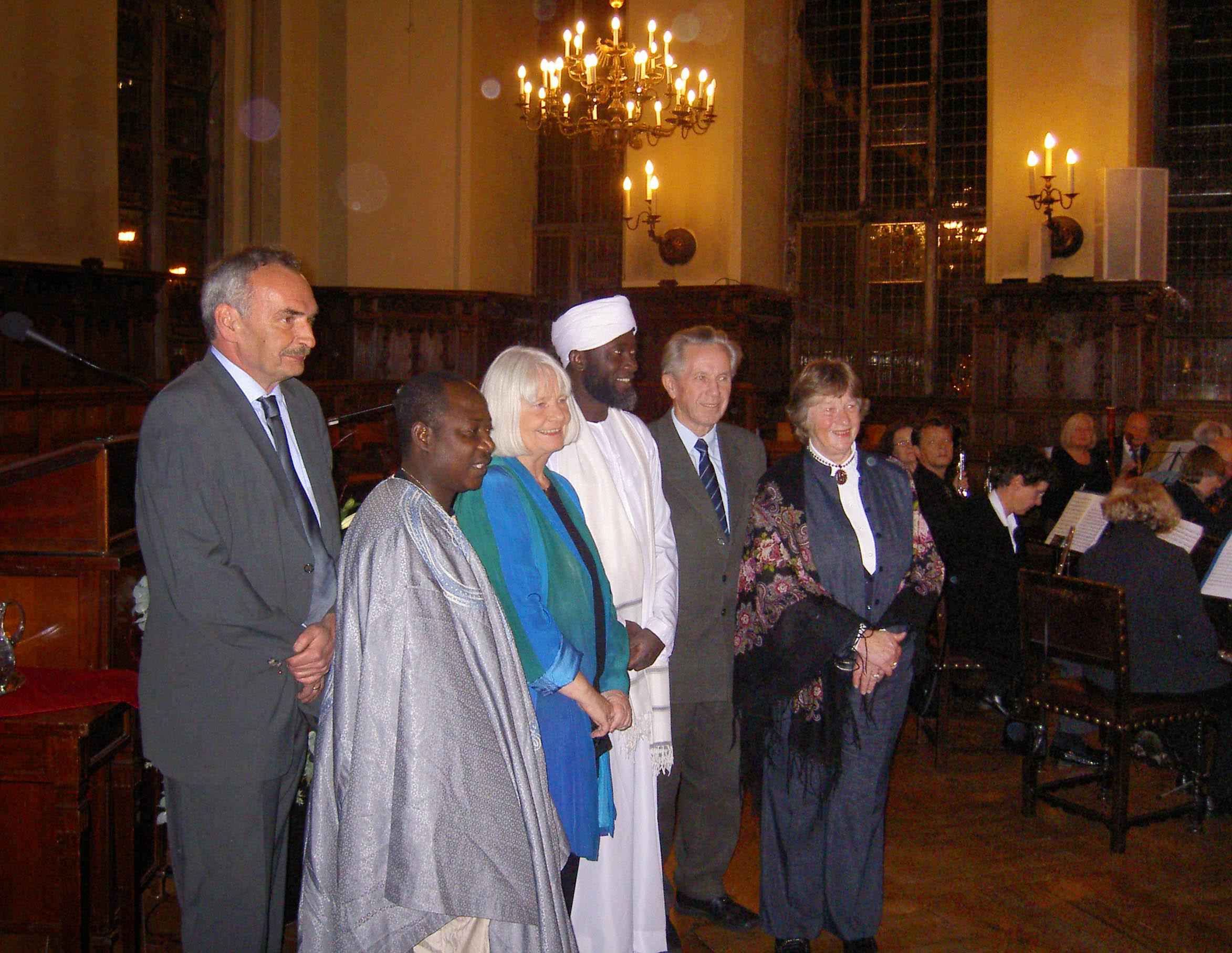
Reinhard Jung (président de la fondation die schwelle), le pasteur James Wuye, Barbara Gladysch, Imam Muhammad Ashafa, Wassilij Nesterenko, Roswitha Jarman (v. l. n.m. droite)

- Prix du Travailleur de la paix inconnu : La Quaker britannique Roswitha Jarman et l'Allemande Barbara Gladysch pour leur engagement auprès des enfants traumatisés de Tchétchénie
- Prix des initiatives exemplaires : Centre de médiation interconfessionnelle de Kaduna, Nigéria. L'imam Muhammad Ashafa et le pasteur James Wuye, autrefois ennemis mortels, se sont engagés à la réconciliation entre musulmans et chrétiens
- Le physicien nucléaire Wassilij Nesterenko de Minsk, qui a éclairé la population biélorusse, face à la forte répression politique, sur les dangers des conséquences de la catastrophe de Tchernobyl

### 2003
- Prix du Travailleur de la paix inconnu : Weronika Sakowska (aide aux réfugiés au Rwanda)
- Prix des initiatives exemplaires : Cercle des parents (Réconciliation au Moyen-Orient)
- Prix des travaux publics pour la justice, la paix et l'intégrité de la création : Hans-Christof von Sponeck (Résistance contre la guerre en Irak )

## Processus de candidature et de sélection
Le processus de sélection internationale commence tous les deux ans à la mi-novembre. Tout le monde a le droit de présenter une demande à la fondation die schwelle. La période de candidature se termine le 31 Janvier. À partir des candidatures, le conseil d'administration de la fondation sélectionne 13 personnes et organisations pour la liste restreinte, qui est publiée. Parmi ceux-ci, les trois gagnants sont choisis. Les lauréats sont publiés en septembre et le prix est décerné publiquement en novembre à la mairie de Brême.

## Littérature
- Detlef Bald (Hrsg.): Schwellen überschreiten. Friedensarbeit und Friedensforschung. Festschrift Dirk Heinrichs. Klartext, Essen 2005,  (ISBN 3898614794) (darin auch: zur Geschichte der Stiftung).

## Liens web
- Site officiel